# Штіпсгаузен
Штіпсгаузен (нім. Stipshausen) — громада в Німеччині, розташована в землі Рейнланд-Пфальц. Входить до складу району Біркенфельд. Складова частина об'єднання громад Раунен.
Площа — 11,11 км2. Населення становить 823 ос. (станом на 31 грудня 2020).